# Stopplaats Hungerink-Mettray
Stopplaats Hungerink-Mettray is een voormalige halte aan Staatslijn A tussen Arnhem en Leeuwarden. De stopplaats van Hungerink-Mettray lag tussen de huidige stations van Zutphen en Deventer.
Stopplaats Hungerink-Mettray was in gebruik van 1890 tot 16 december 1918 .